# Булін Антон Степанович
Антон Степанович Булін (нар. 1894, село Кологривово Єфремовського повіту Тульської губернії, тепер Тульської області, Російська Федерація — розстріляний 29 липня 1938, місто Москва, тепер Російська Федерація) — радянський військовий політпрацівник, армійський комісар 2-го рангу (20.11.1935). Член Центральної контрольної комісії ВКП(б) у 1925—1930 роках. Кандидат у члени ЦК ВКП(б) у 1930—1937 роках. Член ЦК ВКП(б) з 12 жовтня по 8 грудня 1937 року.

## Життєпис
Народився в родині селянина-середняка. У 1906 році закінчив сільську школу в Кологривово Єфремовського повіту Тульської губернії. У 1910 році закінчив Єфремовське чотирикласне училище Тульської губернії.
У вересні 1911 — червні 1914 року — конторник в конторі інженера Попова; конторник акціонерного товариства Кулотинської мануфактури в місті Санкт-Петербурзі.
Член РСДРП(б) з січня 1914 року.
У червні — серпні 1914 року — конторник Путиловської каси хворих у Санкт-Петербурзі. За організацію і керівництво страйком конторських службовців був заарештований і з серпня по вересень 1914 року перебував у в'язниці.
У вересні 1914 — травні 1915 року — конторник акціонерного товариства «Рессора» в місті Петрограді.
У травні — вересні 1915 року — конторник Симоновської каси хворих у Москві; конторник каси хворих електростанції «Електропередача» в місті Павловський Посад Московської губернії.
У вересні — жовтні 1915 року — рядовий запасного піхотного полку російської армії в місті Казані.
У жовтні — грудні 1915 року — комірник шахти «Черемухино» міста Олександрівськ-Грушевський Черкаського округу Області Війська Донського.
У грудні 1915 — квітні 1917 року — конторник контори товариства «Талан» та бухгалтер товариства оптових закупівель у місті Петрограді.
У квітні — травні 1917 року — помічник завідувача контори редакції газета «Правда» в Петрограді.
З травня по липень 1917 року — солдат і член полкового комітету 3-го запасного піхотного полку російської армії в місті Петергофі. У липні 1917 року організував виступ полку до Таврійського палацу, за що був заарештований і до вересня 1917 року перебував під арештом у в'язниці «Хрести» в Петрограді.
З вересня 1917 року — солдат, комісаром петергофського гарнізону, голова штабу Червоної гвардії і військовий комісар 3-го запасного піхотного полку в місті Петергофі. Учасник жовтневого перевороту 1917 року, брав участь у боях з військами Тимчасового уряду під Царським селом і Красним селом.
У 1918 році — військовий комісар міста Луга Петроградської губернії; в серпні 1918 року керував придушенням селянського повстання в Лузі.
З 1918 року — політичний працівник у Червоній армії, учасник громадянської війни в Росії. У листопаді 1918 — лютому 1919 року — військовий комісар бригад 6-ї стрілецької дивізії, військовий комісар 6-ї стрілецької дивізії РСЧА, військовий комісар Петроградського відділення 6-ї стрілецької дивізії на Нарвському фронті та в місті Петрограді.
У лютому — червні 1919 року — військовий комісар Дєтского Села Петроградської губернії.
У червні — серпні 1919 року — військовий комісар полку, 2-ї та 1-ї бригад 6-ї стрілецької дивізії. У серпні — грудні 1919 року — військовий комісар 6-ї стрілецької дивізії. У грудні 1919 — січні 1920 року — військовий комісар 56-ї стрілецької дивізії. У лютому — серпні 1920 року — військовий комісар 55-ї стрілецької дивізії 7-ї армії РСЧА; брав участь в боях з військами Юденича і фінською армією на Північному фронті.
У серпні 1920 — лютому 1921 року — військовий комісар 16-ї стрілецької дивізії імені Кіквідзе 15-ї та 16-ї армії, з якою брав участь у Варшавській операції під час радянсько-польської війни.
У лютому — липні 1921 року — комендант Петроградського укріпленого району Петроградського військового округу.
У липні 1921 — лютому 1922 року — завідувач відділу управління Петроградської ради.
У лютому 1922 — березні 1923 року — відповідальний секретар Василеостровского районного комітету РКП(б) міста Петрограда, відповідальний секретар Кронштадтського районного комітету РКП(б).
У березні 1923 — липні 1924 року — військовий комісар штабу і заступник начальника політичного управління Західного фронту.
У липні 1924 — липні 1928 року — начальник політичного управління Московського військового округу (МВО) — помічник командувача МВО із політичної частини.
У липні 1928 — вересні 1935 року — заступник начальника Політичного управління РСЧА.
У вересні 1935 — квітні 1937 року — начальник політичного управління Білоруського військового округу (БВО) — помічник командувача БВО із політичної частини.
У квітні — серпні 1937 року — начальник Управління із командно-начальницького складу РСЧА Народного комісаріату оборони СРСР.
У серпні — листопаді 1937 року — заступник начальника Політичного управління РСЧА.
5 листопада 1937 року заарештований органами НКВС. Засуджений Військовою колегією Верховного суду СРСР 28 липня 1938 року до страти, розстріляний наступного дня. Похований на полігоні «Комунарка» біля Москви.
8 жовтня 1955 року реабілітований, 18 жовтня 1955 року посмертно відновлений у партії.

## Звання
- армійський комісар 2-го рангу (20.11.1935)

## Нагороди
- орден Червоного Прапора (16.07.1920)